# Bao Viet
Bảo Việt är Vietnams största försäkringsbolag och det enda i landet som jobbar med alla typer av försäkringar. Även bankverksamhet, fonder, aktiehandel och fastigheter ingår i verksamheten. Företaget grundades 1965 (under namnet Vietnam Insurance Company) som ett statligt bolag och huvudkontoret finns i Hanoi. I maj 2007 genomfördes en nyemission med syftet att få in kapital och att senare börsnotera företaget. Staten kom efter detta att äga 2/3 av aktierna.